# Pentax ME Super
 (avril 2024).
Le Pentax ME Super est un appareil photographique reflex mono-objectif 35 mm fabriqué par Pentax au Japon entre 1979 et 1984.

## Histoire
Le Pentax ME Super est une version améliorée du Pentax ME. Les deux appareils sont semi-automatique (priorité à l'ouverture) et font partie de la série M de Pentax qui comprend le Pentax MX entièrement manuel et  le Pentax ME F semi-automatique avec mise au point automatique. Aux modes d'exposition du ME, il ajoute un mode manuel. Le ME Super est un appareil photo plus spécialisé que le ME, un second modèle est introduit en même temps que sa variante bas de gamme le Pentax MV qui a ensuite été remplacé par le Pentax MV1.

## Opération
Le ME Super utilise un obturateur plan focal métallique à déplacement vertical. Les vitesses d'obturation sont sélectionnées à l'aide de deux touches, haut et bas, au lieu d'un barillet. Elles vont de 4 secondes à 1/2 000 de seconde,la synchronisation du flash est au 1/125e de seconde. Le sabot intègre un contact supplémentaire dédie au flashs Pentax, on ne la trouve pas sur le modèle précédent.
En cas de panne de pile, l'appareil photo peut continuer à fonctionner à une vitesse d'obturation de 1/125 de seconde. Cette fonctionnalité a été perdue dans les modèles ultérieurs, qui étaient entièrement automatisés, tels que le Pentax Super-A, ce qui a contribué à la popularité du ME Super sur le long terme. Deux piles LR44 (ou équivalentes) alimentent l'appareil photo.
L’appareil possède un viseur de 0,95 ×, qui couvre 92 % du champ. L'écran du viseur est fixe, avec un stigmomètre et une couronne  de microprisme au centre. Le posemètre est de type TTL à pondération centrale. La vitesse d'obturation choisie par l'appareil photo ou par l'utilisateur est affichée dans le viseur. Un affichage à LED indique la vitesse d'obturation et informe de la sur/sous-exposition, des micro-mouvements de l'appareil, de la compensation d'exposition et de l'usage du mode manuel.
Le Pentax ME Super supporte des sensibilités de film comprises entre 12 et 1 600 ISO réglées à l'aide d'une molette située au-dessus de l'appareil photo.
Le barillet, au centre duquel se trouve le bouton de déverrouillage, dispose de cinq positions : L (verrouillage), Auto, M (manuel), 125x et B. Le Pentax ME Super peut se fixer au moteur externe ME (1,5 i/s) ou au plus récent Winder ME II. (2i/s) et peut également prendre en charge une base de données Dial Data ME, ou la dernière base de données Digital Data M via un adaptateur de cordon. Comme pour certains appareils photo de la série M on retrouve une fenêtre à côté de la manivelle de rembobinage qui indique le mouvement du film et aide l'utilisateur à rembobiner le film sans perdre l'amorce du film.
Le Pentax ME Super est compatible avec tous les objectifs Pentax en monture à baïonnette K, ainsi qu'avec une série d'objectifs compacts SMC Pentax-M, introduits au cours de la production des modèles de la série M.
Le boîtier nu est disponible en deux couleurs : chromée ou noir. Il existe une édition spéciale ME Super SE, vendue uniquement en couleur chromée. La différence se situe au niveau du SE ajouté sur la marque et du dispositif de mise au point qui s'appuie  sur un stigmomètre en diagonale plutôt qu'à l'horizontale.

## Voir également
- Liste des produits Pentax